# Fehlmenge
Eine Fehlmenge bezeichnet in der Betriebswirtschaftslehre den Teil einer Auftrags- oder Bestellmenge, der aufgrund von Lagererschöpfung nicht sofort geliefert werden kann. Gegensatz ist der Überbestand. Auch bei – nicht lagerfähigen – Dienstleistungen können Fehlmengen in Form der Überbuchung vorkommen.
Die Fehlmenge ist derjenige Bedarf, der die verfügbaren Mengen überschreitet. Sie kann in der Produktion auftreten, wenn Roh-, Hilfs- oder Betriebsstoffe oder Ersatzteile nicht in ausreichender Menge durch die Materialwirtschaft bereitgestellt werden können (etwa wegen Lieferengpass) oder im Vertrieb, wenn das Lager geräumt ist. Fehlmengen können mithin im Bereich der Distribution oder gegenüber der Produktion und bei der Versorgung durch die Beschaffung auftreten.
Die Fehlmenge entspricht beim Kassenbestand dem Manko und ist letztlich die Differenz zwischen dem buchhalterischen {\displaystyle LB_{b}} und dem tatsächlichen Lagerbestand {\displaystyle LB_{t}}:
{\displaystyle LB_{b}>LB_{t}}.
Der buchhalterische Lagerbestand ist höher als der durch Inventur festgestellte tatsächliche Lagerbestand. Wird aufgrund des buchhalterisch vorhandenen Lagerbestands weitere Ware verkauft, so wird der Fall eintreten, dass der tatsächliche Lagerbestand „Null“ beträgt. Dann liegt eine Fehlmenge vor, weil dem Kunden Ware verkauft wurde, die im Lager nicht (mehr) vorhanden ist. 

## Waren
Das Auftreten von Fehlmengen kann auf folgende Ursachen zurückgeführt werden:
- vom Lieferanten nicht zu deckender Nachfrageüberhang bzw. zu geringe Lieferkapazitäten;
- Produktionsfehler;
- unvorhersehbare Produktionsunterbrechungen oder Transportstörungen bei in der Lieferkette vorgelagerten Lieferanten;
- Fehler oder Informationsmängel bei der Disposition von Lagerbeständen.

Eine Fehlmenge tritt auf, wenn in einem Unternehmen zu einem bestimmten Zeitpunkt benötigtes Material nicht rechtzeitig oder in der erforderlichen Qualität zur Verfügung steht.
Folgen sind beispielsweise Lieferverzug der Lieferanten oder Akzeptanz oder Planung, falls Vorteile durch Bestellkostenoptimierung größer sind als die Nachteile durch einen Lieferverzug. Vermeiden lässt sich die lagerbedingte Fehlmenge durch höheren Sicherheitsbestand. Nicht messbar ist der eintretende Imageschaden. 
Auch die Verfügbarkeit von Ersatzteilen hat Einfluss auf die Länge der Ausfallzeiten, Betriebsunterbrechungen, Lieferverzögerungen und Fehlmengenkosten.
Zu unterscheiden ist, ob die Fehlmengen im Vertrieb nachholbar sind (englisch back order) oder nicht (englisch lost sales).

## Dienstleistungen
Systematische Überbuchungen gibt es vor allem bei Fluggesellschaften und im Hotelwesen, weil Erfahrungswerte zeigen, dass wegen Stornierungen und Umbuchungen nicht alle gebuchten Leistungen in Anspruch genommen werden und am Reisetag (Abflugtag, Hotelankunft) Gäste unangekündigt nicht erscheinen (englisch No-shows). Anstatt weitere Nachfrage durch Kunden wegen „Ausbuchung“ abzuweisen, werden bewusst Überbuchungen vorgenommen. Erscheinen beim Check-in am Flughafen oder im Hotel wegen Überbuchung mehr Flugpassagiere oder Hotelgäste als nach den Erfahrungswerten zu erwarten war und als Sitzplätze oder Hotelbetten vorhanden sind, liegt eine Überbuchung vor. Sie ist betriebswirtschaftlich eine Fehlmenge. 

## Fehlmengenkosten

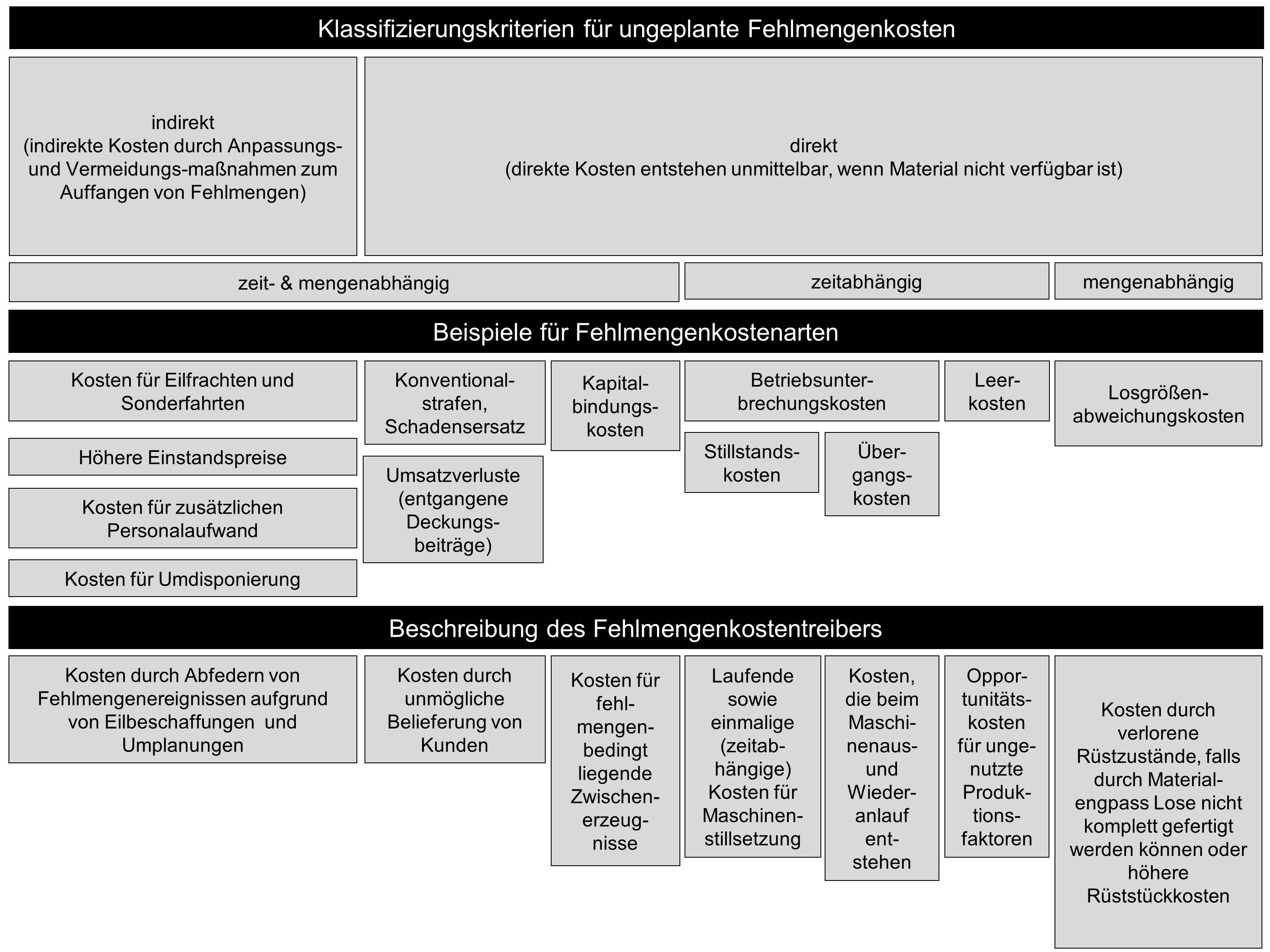
Fehlmengenkosten-Klassifizierungsschema (nach Gärtner u. a. 2010)

Fehlmengenkosten sind Kosten, die aufgrund von Fehlmengen verursacht werden. Dazu gehören insbesondere Personalkosten bei Produktionsstillstand, Kosten der Nacharbeit und Konventionalstrafen, Opportunitätskosten entgangener Gewinne und die nicht quantifizierbaren Schäden durch Reputationsverlust. Fehlmengenkosten werden unter anderem verursacht durch entgangene Deckungsbeiträge des Vertriebs, Betriebsunterbrechungskosten für Maschinenstillstand, Fixkosten, denen keine Leistungen gegenüberstehen, oder Aufwand für die Antizipierung von Materialengpässen (z. B. Umdisponieren von Aufträgen, Materialsuche).
Die Höhe der Fehlmengenkosten hängt sowohl von der Fehlmenge als auch von der Fehldauer ab. Dabei lassen sich einzelne Bestandteile der Fehlmengenkosten in zeitabhängige (etwa Konventionalstrafen bei Lieferverzug), mengenabhängige (etwa Auftragsverlust an Konkurrenzunternehmen) oder in simultan zeit- und mengenabhängige Kosten (etwa Eilbeschaffung von fehlendem Material) unterteilen. Die Lieferbereitschaft (genauer: Lieferbereitschaftsgrad) hat Einfluss auf die Fehlmengenkosten. Bei der optimalen Lieferbereitschaft ist abzuwägen zwischen den bei zunehmender Lieferbereitschaft steigenden Lagerkosten und den gleichzeitig sinkenden Fehlmengenkosten.
Bei Überbuchungen entstehen Fehlmengenkosten durch Upgrade, Übernahme von Hotelkosten, Ausgleichszahlungen an die nicht beförderten Flugpassagiere gemäß Art. 4 und Art. 7 Verordnung (EG) Nr. 261/2004 vom 11. Februar 2004 über eine gemeinsame Regelung für Ausgleichs und Unterstützungsleistungen für Fluggäste im Fall der Nichtbeförderung und bei Annullierung oder großer Verspätung von Flügen oder die Beschaffung alternativer Flugreisen durch konkurrierende Airlines. Der Überbuchungsgrad ist dabei der Punkt, an welchem die Summe aus Leerkosten und Fehlmengenkosten ein Minimum erreicht.
Die Fehlmengenkosten können nach direkten und indirekten Fehlmengenkosten unterschieden werden. Direkte Fehlmengenkosten entstehen unmittelbar durch ein Fehlmengenereignis in der Produktion (etwa aus Kosten einer fehlmengenbedingten Betriebsunterbrechung). Indirekte Fehlmengenkosten hingegen resultieren aus Maßnahmen zur Behebung oder Abfederung von Materialengpässen (etwa Eilbeschaffung des fehlenden Materials).
Fehlmengenkosten können quantifiziert werden, indem die durch Fehlmengen entstandenen Opportunitätskosten (etwa Kapitalbindungskosten für liegendes Material) oder die Kosten für das Abfedern der Auswirkungen von Fehlmengen (etwa Eilbeschaffungen) bestimmt werden.
Abzugrenzen sind die Fehlmengenkosten von den Fehlerkosten, die bei Fehlproduktionen entstehen.

## Wirtschaftliche Aspekte
Fehlmengen in der Produktion können sich als Dominoeffekt über Handelsketten, Lieferketten, Transportketten und Vertriebsketten zu Regallücken im Einzelhandel fortsetzen. Das kann zu Hamsterkäufen führen, selbst wenn Fehlmengen auf eine temporäre Betriebsstörung und nicht auf dauerhafte Knappheit zurückzuführen sind. Hier können Sicherheitsbestände in der Lagerhaltung bei temporären Fehlmengen einen Lieferengpass vermeiden helfen.